# 451 (szám)
A 451 (római számmal: CDLI) egy természetes szám, félprím, a 11 és a 41 szorzata.

## A szám a matematikában
A tízes számrendszerbeli 451-es a kettes számrendszerben 111000011, a nyolcas számrendszerben 703, a tizenhatos számrendszerben 1C3 alakban írható fel.
A 451 páratlan szám, összetett szám, azon belül félprím, kanonikus alakban a 111 · 411 szorzattal, normálalakban a 4,51 · 102 szorzattal írható fel. Négy osztója van a természetes számok halmazán, ezek növekvő sorrendben: 1, 11, 41 és 451.
Középpontos tízszögszám. Tízszögszám.
A 451 négyzete 203 401, köbe 91 733 851, négyzetgyöke 21,23676, köbgyöke 7,66877, reciproka 0,0022173. A 451 egység sugarú kör kerülete 2833,71657 egység, területe 639 003,08733 területegység; a 451 egység sugarú gömb térfogata 384 253 856,5 térfogategység.